# Casbah (film, 1948)
Pour les articles homonymes, voir Casbah (homonymie).
Pour plus de détails, voir Fiche technique et Distribution.
Casbah est un film américain réalisé par John Berry, sorti en 1948.
Adapté du roman Pépé le Moko d'Henri La Barthe, il s'agit d'un remake du film français Pépé le Moko réalisé par Julien Duvivier, sorti en 1937.

## Fiche technique
- Titre original : Casbah
- Réalisation : John Berry
- Scénario : Ladislaus Bus-Fekete et Arnold Manoff d'après le roman Pépé le Moko d'Henri La Barthe (alias Ashelbé)
- Photographie : Irving Glassberg
- Montage : Edward Curtiss
- Musique : Harold Arlen
- Direction musicale : Walter Scharf
- Musique additionnelle et arrangements (non crédité à ce titre) : Walter Scharf
- Chorégraphe : Katherine Dunham et Bernard Pearce
- Direction artistique : John DeCuir et Bernard Herzbrun
- Costumes : Yvonne Wood
- Producteurs : Erik Charell et Nat C. Goldstone
- Société de production : John Berry et Universal Pictures
- Pays de production :  États-Unis
- Langue originale : anglais américain
- Format : noir et blanc – 35 mm – 1,37:1 – mono (Western Electric Recording)
- Genre : Film dramatique, Film musical
- Durée : 94 minutes (1 h 34)
- Dates de sortie : 
  - États-Unis : avril 1948
  - France : 13 octobre 1948

## Distribution
- Tony Martin : Pépé Le Moko
- Märta Torén : Gaby
- Yvonne De Carlo : Inez
- Peter Lorre : Slimane
- Thomas Gomez : Louvain
- Hugo Haas : Omar
- Douglas Dick : Carlo
- Herbert Rudley : Claude
- Gene Walker : Roland
- Curt Conway : Maurice
- Virginia Gregg : Madeline
- Will Lee : le mendiant
- Houseley Stevenson : Anton Duval
- Barry Bernard : Max

Acteurs non crédités
- Rosita Marstini : une femme
- Barry Norton : un pilote